# Neolithische Siedlung Oldenburg-Dannau LA 77

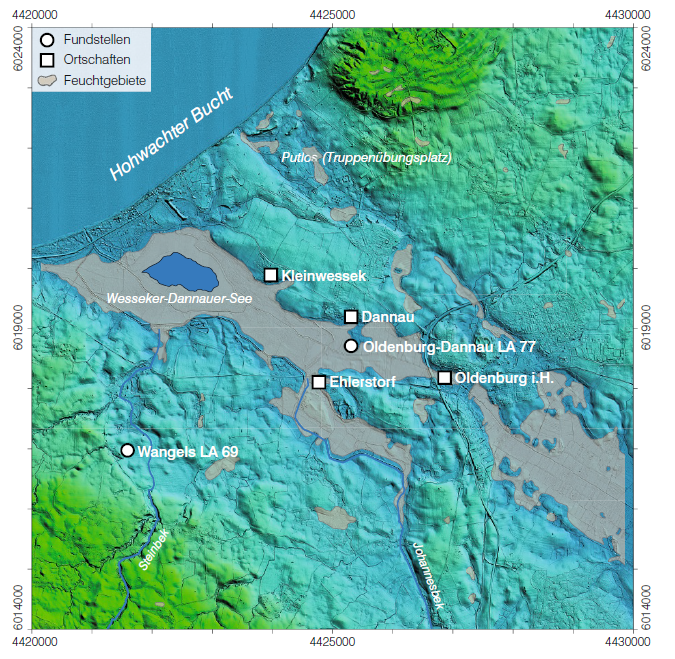
Höhenmodell des westlichen Oldenburger Grabens und die Lage Oldenburgs LA 77 und weiterer neolithischer Fundplätze

Der Siedlungsplatz Oldenburg-Dannau LA 77 ist ein mehrphasiger, neolithischer Siedlungsplatz in Ostholstein. Er war eingebunden in ein Siedlungssystem, das sich durch die Nutzung der ehemaligen Inseln bzw. Halbinseln und der Randbereiche des Oldenburger Grabens auszeichnet. Bei den Ausgrabungen stellte sich der Fundplatz als besonders heraus. Von allen bekannten früh- und mittelneolithischen (Trichterbecherkultur) Siedlungsplätzen Norddeutschlands stellt Oldenburg-Dannau LA 77 einen der größten und besterhaltenen dar. Die Siedlung bestand über viele Jahrhunderte (ca. 3270–2920 v. Chr.), besaß zeitweilig vermutlich über 50 Häuser und Hütten und bot bei konservativer Schätzung etwa 120 bis 160 Einwohnern Platz. Für das Mittelneolithikum in Norddeutschland und Südskandinavien sind derart große Siedlungen selten und eine derart lange Siedlungsdauer ist ohne Vergleich in der Region. Die Ausgrabungen erfolgten vom DFG-geförderten Schwerpunktprogramm SPP 1400 „Frühe Monumentalität und soziale Differenzierung“ in den Jahren 2009 bis 2012. Eine umfassende Publikation erschien 2016.

## Generelles und Besonderheiten
Im Rahmen des von Johannes Müller geleiteten SPP-1400-Teilprojektes „Megalithanlagen und Siedlungsmuster im trichterbecherzeitlichen Ostholstein (3500–2700 v.Chr.): Mittleres Travetal und Westlicher Oldenburger Graben“, wurden mehrere Siedlungsplätze und ein Bestattungsplatz der mittelneolithischen Trichterbecherkultur im östlichen Holstein von Jan Piet Brozio untersucht und umfassend publiziert.
Der Fundplatz Oldenburg-Dannau LA 77 erwies sich als hervorragendes Studienobjekt, da hier eine zeitliche und räumliche Differenzierung der Trichterbecherkultur erfolgen konnte. Mit der Aufarbeitung des Fundplatzes „liegt die erste systematische chronologische Differenzierung von Mustertypen unter Einbeziehung von naturwissenschaftlichen Datierungen für das Mittelneolithikum in Holstein vor.“ Das heißt, dass erstmals eine lokale Typochronologie der Gefäßkeramik im Siedlungskontext für die Region Holstein vorliegt. Weiterhin ist die Siedlung aufgrund ihrer Größe und der Besiedlungsdauer als besonders anzusehen (s. u.).

## Lage und Umweltrekonstruktion
Der Fundplatz liegt im Oldenburger Graben auf der Wagrischen Halbinsel. Der Graben ist eine Niederung, die sich südöstlich des während der Weichsel-Kaltzeit gebildeten Östlichen Hügellandes erstreckt und im Gegensatz zu diesem Relief ein flaches und tiefliegendes Gebiet bildet. Das 23 km lange und bis zu 3 km breite Niederungsgebiet teilt die Wagrische Halbinsel. Es liegt größtenteils unter dem Meeresspiegel und Strandwälle verhindern das Eindringen der Ostsee. Oldenburg-Dannau LA 77 liegt im westlichen Teil dieses Grabens. Dieses Gebiet stellt vermutlich das Tal einer Gletscherzunge dar. Die Niederung wird hier von einigen Geländeerhöhungen durchzogen.
Diese Region blickt auf eine wechselvolle jüngere Erdgeschichte zurück. Verschiedene Meeresspiegelschwankungen, bedingt durch einander beeinflussende Prozesse infolge des Abschmelzens der Gletscher und Landhebungen, haben die Region immer wieder mit Wasser der Ostsee füllen und dann wieder austrocknen lassen (vgl. Littorina-Transgression).

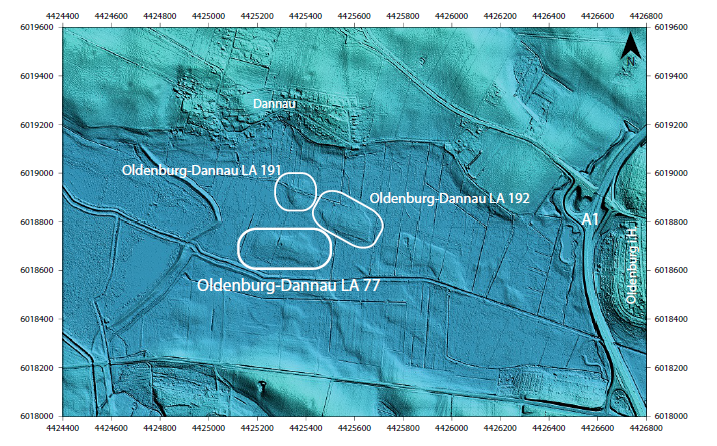
Die ehemaligen Inseln sind als leichte Erhebungen im Relief und auf diesem Höhenmodell zu erkennen. Auf dieser Erhöhungen wurden im Neolithikum Siedlungen errichtet, u. a. Oldenburg LA 77.

Zur Zeit der früh- und mittelneolithischen Besiedlung bildete die Region eine flache Förde mit Brackwasser und die Geländeerhöhungen bildeten viele verstreute kleine Inseln und Halbinseln. Diese wurden für etliche Siedlungsplätze genutzt, die zum Teil durch Ausgrabungen, vor allem aber durch Geländebegehungen bekannt sind. Auf einer dieser Inseln, einer 280 × 125 m messenden Geländeerhöhung, liegt der Fundplatz Oldenburg-Dannau LA 77 in unmittelbarer Nähe zu anderen Siedlungsplätzen wie LA 191 und LA 232. Am Ende des Mittelneolithikums wurde das Gewässer von der Ostsee abgeschnitten und es kam zur Aussüßung, die um 2900 v. Chr. abgeschlossen war.

## Forschungsgeschichte
In den 1930er Jahren wurde der Fundplatz erstmals unter seinem heutigen Namen (LA 77) in der Landesaufnahme aufgenommen, nachdem beim Anlegen von Drainagen und anschließenden Begehungen und einem Prospektionsschnitt umfangreiches neolithisches Material gefunden wurde. In den nachfolgenden Jahrzehnten wurde der Fundplatz von vielen Privatsammlern begangen. Auf der benachbarten Geländeerhöhung liegt der Fundplatz LA 191, der in den Jahren 1979/1980 und 1996/1997 gegraben wurde.
Oldenburg-Dannau LA 77 wurde im Zuge des SPP 1400 in den Jahren 2009 bis 2012 untersucht. Hierbei wurde eine Fläche von 2433 m² ausgegraben.

## Die Siedlung
Ein Großteil der ehemaligen Insel wurde im Neolithikum besiedelt. Neben den Ausgrabungsschnitten haben zahlreiche Bohrungen stattgefunden. Mit diesen wurde die Ausdehnung der Siedlungsschicht erfasst. Sie beträgt 19.600 m². Da an den Randbereichen der Geländeerhöhung mit Erosion zu rechnen ist, wurde die ehemalige Siedlungsfläche auf 1,35 ha errechnet. Auf Grundlage der Anzahl der Hausbefunde in den Grabungsschnitten wurde eine Gesamtzahl von 126 Hausbefunden für das Siedlungsareal hochgerechnet. Diese sind in Häuser und Hütten zu trennen sowie auf die Siedlungsphasen 1–3b aufzuteilen (s. u.).
Die Siedlung war im ehemaligen Uferbereich teilweise mit Pfählen umgeben. In den Grabungsflächen wurden 95 Pfähle (14–92, ⌀ 48 cm Länge und 5,5–15,5, ⌀ 9,43 cm Dicke), vorrangig aus Esche (41,3 %), Erle (20,6 %), Hainbuche (17,5 %) und Eiche (11,1 %) errichtet. Vermutlich war die gesamte Siedlung ursprünglich mit einer Pfahlreihe umgeben. Es ist unklar, ob diese Pfahlreihe eine fortifikatorische, repräsentative, mit Tierhaltung oder Erosionsschutz assoziierte Funktion besaß.

### Architektur

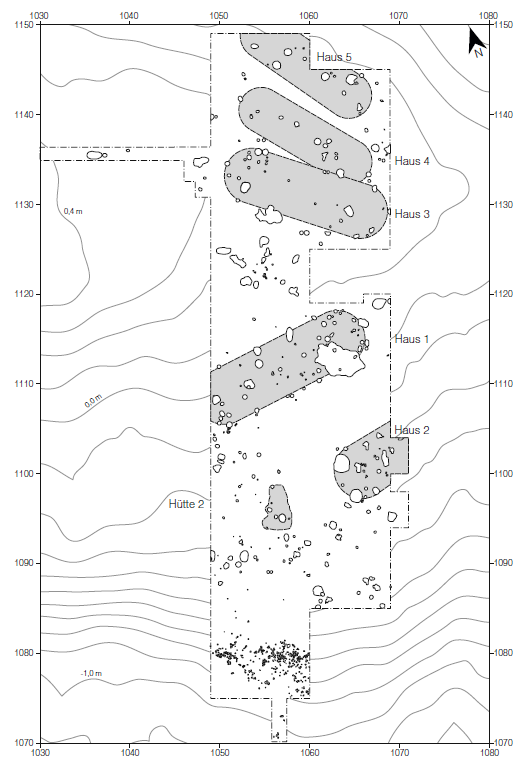
Ausgrabungsfläche mit mehreren rekonstruieren Haus- und Hüttenbefunden

Der Grabungsschnitt Fläche 1 und 2 erbrachte sehr viele Pfostenspuren, anhand derer Hausbefunde zu rekonstruieren waren. Es wurden fünf Langhäuser und vier Hütten rekonstruiert und weitere drei Lagergruppen identifiziert.
Die drei Lagergruppen stellen eine Ansammlung von Funden und Befunden dar, sind aber keine eindeutigen Haus- oder Hüttenstrukturen. Diese sind nicht in die Berechnung der Modelle (s. u.) eingegangen.
Generell sind durch zahlreiche Vergleichsfundplätze (vor allem in Dänemark) (Lang-)Häuser und Hütten bekannt, sodass anzunehmen war, diese Befunde auch hier anzutreffen. Tatsächlich zeigten die Muster der Pfostengruben und des Fundmaterials, dass auch hier derartige Strukturen vorkommen.
Die äußeren Hausgrundrisse zeigen sich im archäologischen Befund durch Pfosten in Abständen von mehreren Metern. Die Häuser sind zweischiffig. D.h., sie besitzen neben den Außenmauern eine zentrale Pfostenreihe. Die Pfosten liegen in Abständen von 2–2,5 m zueinander und werden die Dachkonstruktion getragen haben. Die Häuser besitzen apsidenförmige (rundliche) Stirnseiten.
Das Haus 1 mit Dimensionen von 15 × 5 m ist am besten zu rekonstruieren. Dieses besitzt zudem eine großflächige Bodenverfärbung, die durch Vergleiche zu Dänemark (vor allem spätneolithische Befunde) als sog. sunken floors angesprochen wurde (z. B.). In der Fläche des als Haus 3 gedeuteten Befundes fand sich einer der beiden bei den Ausgrabungen gefundenen Brunnen. Außerdem wurde das Individuum 1 hier begraben (s. u.). Die Langhäuser können als Typ Mossby klassifiziert werden, ein weitverbreiteter Haustyp in Norddeutschland und Südskandinavien.
Die Hütten wurden anhand von U-förmig angeordneten Pfostengruben rekonstruiert. Hütte 1 von 5 × 3,4 m ist die deutlichste, da ihre Wände durch zahlreiche sehr kleine Pfostengruben markiert sind. Hütte 2 von 4 × 2,5 m ergibt sich als eine dunkle Verfärbung zu erkennen, die Analogien zu den genannten sunken floors besitzt. Hier wurde der zweite Brunnen installiert. Hütte 3 und 4 sind sehr klein und nicht eindeutig. Sie werden nicht als Hütten, sondern hüttenartige Konstruktionen betitelt.
Neben diesen Befunden ist das gesamte Areal von einer dicken Siedlungsschicht überzogen.

### Brunnen
Während der Ausgrabungen wurden zwei Befunde entdeckt, die als Brunnen angesprochen wurden. Die Ansprache erfolgte aufgrund der zylindrischen Form der Gruben sowie des Kontaktes zum Grundwasserleiter.
Brunnen 2 ist ähnlich aufgebaut wie Brunnen 1, jedoch mit weniger Funden assoziiert und mit nur 80 cm Tiefe deutlich kürzer. Brunnen 1 hingegen ist 1,3 m breit und 2,3 m tief. Er wurde in mehreren Etappen verfüllt, wie die 13 differenzierbaren Verfüllschichten offenbaren. Unten im Brunnen wurden viele botanische Makroreste (v. a. Wildapfel) und Holzkohlepartikel gefunden, die der Schicht ihre dunkle Farbe verliehen. In den darüberliegenden Schichtpaketen wurden Tierknochenfragmente, Hüttenlehm, Keramikscherben, Silex- und Felsgesteinartefakte sowie ein menschlicher Knochen gefunden (s. u.). Die oberen Schichten enthielten Silexartefakte, Keramikscherben, marine und limnische Muscheln und Schneckengehäuse. Die insgesamt 187 Keramikscherben repräsentieren eine Mindestanzahl von zehn Gefäßeinheiten, hierunter zwei Trichterbecher, ein Konusrandgefäß und zwei Tonscheiben. Die Felsgesteingeräte werden vor allem durch Mahlsteine (13 Fragmente von Unterliegern, zwei Läufer) repräsentiert.
Beide Brunnen wurden intentional unbrauchbar gemacht, indem sie mit Mahlsteinen, Schleifplatten und Siedlungsabfällen gefüllt wurden.

### Bestattungen
Erhaltene Skelette neolithischer Individuen sind in Norddeutschland ausgesprochen selten, weshalb der Fund von gleich fünf Individuen während der Ausgrabung als Besonderheit hervorzuheben ist.
Individuum 1 stammt aus einer Grube von ⌀ 2 m. Es ist ein weibliches Individuum von 156–160 cm Körpergröße, das zwischen ihrem 30. und 40. Lebensjahr verstarb. Es wurde in Bauchlage und mit angewinkelten Armen niedergelegt. Diesem Individuum fehlt der rechte Oberschenkelknochen, der sich im Brunnen 1 fand. Weiterhin fehlen die Halswirbel und der Kopf liegt in unnatürlicher Position ca. 20 cm höher als der anschließende Körper. Das Grab lag vermutlich nicht offen, da Tierverbisse fehlen. Grabbeigaben wurden nicht beobachtet. Das Grab wurde also vermutlich wieder geöffnet, um den Oberschenkelknochen endgültig und den Kopf temporär zu entnehmen.

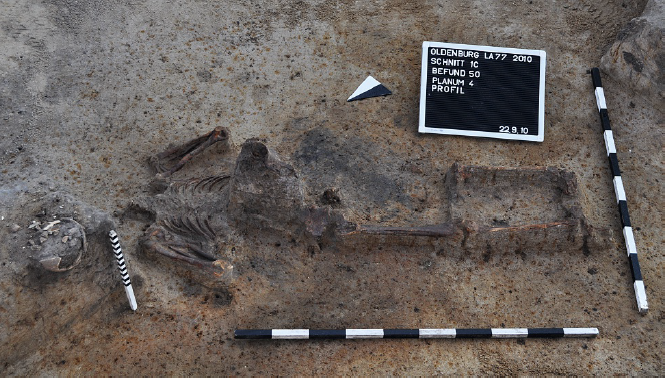
Individuum 1 aus Oldenburg LA 77. Der Schädel liegt in erhöhter Position im Vergleich zum Körper und in hoher Entfernung. Er wurde von der neolithischen Gesellschaft temporär entnommen. Ebenso wurde einer der Oberschenkelknochen entnommen und dieser wurde im Brunnen deponiert.

Das zweite Individuum ist männlichen Geschlechts. Die Person wurde 45–55 Jahre alt. Mit Ausnahme des Schädels sowie den Hand-, Finger- und Langknochen fehlen die restlichen Körperteile. Auch hier wurden keine Beigaben beobachtet.
Die Individuen 1 und 2 zeigen, dass Gräber für sekundäre Manipulationen wiedergeöffnet werden konnten. Das deckt sich mit Beobachtungen an Megalithgräbern. Eine Idee ist, dass dort keine kompletten Individuen, sondern nur Teile bestattet wurden. Dies ist aber letztlich nicht zu ergründen, da die Knochenerhaltung meist zu schlecht ist. Außerdem wird jeder Befund eine einzigartige Biographie besitzen, sodass sowohl die Deponierung selektierter Knochen als auch die Bestattung ganzer Individuen im Bereich des Anzunehmenden liegen (für beides sind Nachweise vorhanden).
Im Bereich der ehemaligen Uferzone wurden Skelettteile dreier Individuen gefunden. Ein Schädel ohne Unterkiefer zusammen mit zwei Handwurzelknochen, einem Becken und einer Rippe gehört zu einem vermutlich männlichen Individuum, das ein Alter von 12–15 Jahre erreichte. Ein weiteres Individuum ist durch einen Unterarmknochen repräsentiert, und ein letztes durch ein Schädelfragment.

## Funde

### Keramik
Es wurden unzählige Funde gemacht. Diese stammen aus den Begehungen, aus den systematischen Ausgrabungen der Schnitte sowie vor allem aus der großflächigen Abtragung der Fundschicht, anhand derer das Fundaufkommen in 1 m² großen Pixeln für einen Großteil der Fläche dargestellt wurde. Diese Funde stammen jedoch nicht aus eindeutigen Befundzusammenhängen. Absolut dominant sind hier die Silexartefakte.
In Befundzusammenhängen in den Grabungsschnitten wurden 4.955 Keramikscherben (59,96 kg) gefunden. Das Material ist in der Regel stark und kleinteilig zerscherbt und umfasst primär unverzierte Stücke. Nur 741 Scherben waren für nähere Untersuchungen nutzbar. Diese bilden eine Mindestanzahl von 266 Gefäßeinheiten. Diese stammen in abnehmender Menge aus Siedlungsgruben, gefolgt von Pfostenverfärbungen, sunken floors, Brunnen und schließlich aus „sonstigen Befunden“. Verschiedene Formen von Konusrandgefäßen dominieren das Spektrum an Gefäßformen mit 72 Gefäßeinheiten. Hierauf folgt mit 45 Gefäßeinheiten die übergeordnete Form der Zylinderrandgefäße. Tonscheiben sind mit 23 Gefäßeinheiten vertreten. Hierauf folgen Schalen und Trichterrandgefäße. Im Gegensatz zu Keramikgefäßen aus Grabkontexten, ist die Siedlungsware im Mittelneolithikum selten verziert. Für 71 Gefäßeinheiten ließ sich eine Verzierung feststellen. Dies sind zum größten Teil verschiedene Ritzlinien und Einstiche (zusammen über 90 %). Durchlochungen, Abdrücke und Stempel sind hingegen äußerst selten (zusammen unter 10 %). Der Großteil der bestimmbaren Gefäßkeramik ist anhand ihrer Form und Verzierung typologisch erwartungsgemäß ins Mittelneolithikum (MN I–IV, v. a. MN III–IV) zu stellen.

### Steinartefakte
Es wurden hunderttausende Silexartefakte gefunden, wovon 75.000 für weitere Analysen klassifiziert wurden. In knapp 42.000 Fällen ließ sich die Grundform bestimmen. Hier dominieren 24.769 Abschläge, gefolgt von 16.094 Trümmern, 1.240 Kernen und 974 Klingen. Da sehr viele dieser Artefakte mit Rinde versehen waren und zudem relativ betrachtet wenige dieser Artefakte modifiziert waren, ist zu folgern, dass Silex aus den Lagerstätten (vermutlich nahegelegene Ostseestrände) vor Ort verarbeitet wurde.
Den Gerätebestand bestimmen 660 Schaber (Abschlagsschaber und Klingenkratzer). Daneben wurden 68 Querschneider, sieben Stichel, 28 Beilklingen und Beilklingenfragmente (u. a. dünnnackig-dünnblattige sowie dicknackig-dickblattige Beile) und ein spätneolithischer Silexdolch des Typs I gefunden. Neben den Silexartefakten wurden auch Felsgesteingeräte gefunden. Wie im Siedlungskontext zu erwarten, waren dies vor allem Mahl- und Schleifsteine. 27 komplette oder fragmentierte Mahlsteine verteilen sich auf 22 Unterlieger und fünf Läufer. Diese bestehen vor allem aus Dioritoid oder Granitoid. 55 Artefakte stellen vermutlich Schleifsteine dar, die im Unterschied zu den Mahlsteinen vor allem aus Sandstein oder Sedimentgestein gefertigt wurden.
Ein besonderer Fund ist ein Keulenkopf mit erhaltenem Holzschaft. Dieser stammt aus der Uferzone, wodurch sich die Erhaltung erklärt. Der Keulenkopf gehört nicht der mittelneolithischen Besiedlung an. Er datiert ins mittlere bis späte Jungneolithikum (Einzelgrabkultur, Endneolithikum). Dies wurde aufgrund typologischer Vergleiche sowie einer 14C-Probe (2470–2341 calBC) ermittelt. Der 28 cm lange Schaft besteht aus einem Eschenschössling (Fraxinus excelsior) und ist am Griff verstärkt und verziert (s. u.).

### Weitere Fundstücke

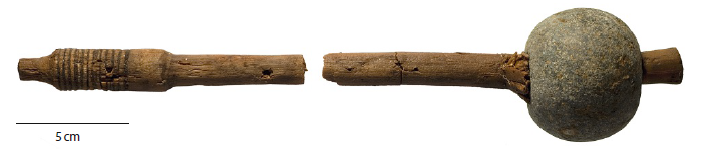
Im ehemaligen Uferbereich wurde während des Jungneolithikums (Einzelgrabkultur) eine Keule aus Felsgestein deponiert. Der Schaft konnte sich im feuchten Milieu erhalten. Die Verzierung ist als besonders zu betrachten.

Es wurden wenige Funde aus anderen Materialien gemacht. Dies sind einige Holzartefakte; vor allem bearbeitete Holzstücke, daneben ein Holzschaber. Wenige Bernsteinobjekte wurden gefunden, zudem einige Knochenartefakte, z. B. Knochenspitzen.

## Umwelt und Wirtschaftsweise
Die guten Erhaltungsbedingungen des Fundplatzes sorgen dafür, dass zahlreiche Knochen erhalten sind. Anhand der Knochen lässt sich nachvollziehen, welche Haustiere gehalten wurden. Die Spezies Schwein und Rind dominieren das Spektrum. Schaf und Ziege wurden auch gefunden, aber in weitaus geringeren Anzahlen. In einem geringen Umfang wurde auch Jagd betreiben, wie die Knochen von Hirschen, Elchen, Hasen, Fischen und Vögeln demonstrieren.
Es wurden Sammelpflanzen konsumiert, wie Wildäpfel (Malus sylvestris). Generell sind Sammelpflanzen im Siedlungskontext weitaus weniger stark vertreten als im Bestattungskontext.

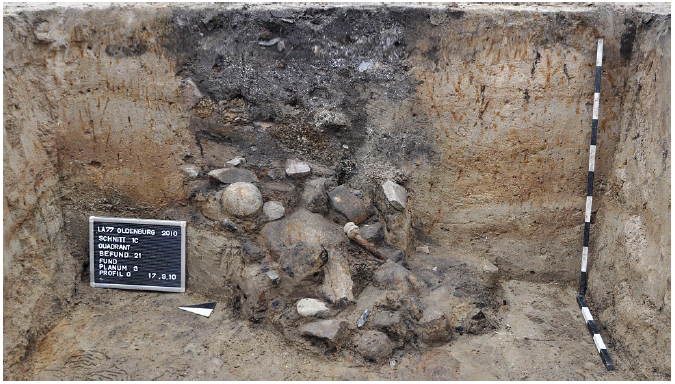
Einer der Brunnen. Deutlich ist der Oberschenkelknochen zu sehen, der der Bestattung des Individuums 1 entnommen wurde.

Die Getreideverarbeitung vor Ort ist zum einen indirekt durch zahlreiche Mahlsteine belegt und weiterhin direkt durch verkohlte Makroreste. Es dominieren die Getreide Emmer (Triticum dicoccum) und Nacktgerste (Hordeum vulgare). Zudem wurden Spuren von Einkorn (Triticum monococcum) und anderen Weizenarten (Triticum astivium, Triticum durum oder Triticum turgidum) gefunden. Die Dominanz ersterer beiden Getreidearten wird in vielen Fundorten Norddeutschlands und Südskandinaviens bestätigt.
Interessant ist, dass kreuzförmig angelegte Pflugspuren sowie Deponierungen von Getreidekörnern in Pfostenlöchern zusammen auf einem Fundplatz beobachtet wurden. Dasselbe wurde auf den benachbarten Fundplätzen LA 191 und LA 232 gemacht. Es ist nicht absolut gesichert, doch scheint sich hier eine symbolische Praktik anzudeuten.
Weiterhin deutet eine neuere Studie an, dass die Getreide, vor allem die Gerste, mit Seegras gedüngt wurde oder mit Dung von mit Seegras gefütterten Tieren. Hierfür sprechen die gemessenen, sehr hohen Werte an δ15N. Dieses Ergebnis ist noch vorläufig und muss noch verifiziert werden. Wäre dies nachzuweisen, wäre es der erste derartige Nachweis für die Urgeschichte in Norddeutschland und Südskandinavien.

## Phasen und Gliederung
Anhand von 48 14C-Daten sowie einer typochronologischen Einordnung (Seriation) der gefundenen Gefäßkeramik wurde ein absolutchronologisches Phasenmodell zur mittelneolithischen Besiedlung erstellt.
- Oldenburg 1: 3270–3110 calBC
- Oldenburg 2: 3110–3020 calBC
- Oldenburg 3A: 3020–2990 calBC
- Oldenburg 3B: 2990–2920 calBC

Auf Basis der 14C-Datierungen und des Phasenmodells erfolgt eine Differenzierung der in den Grabungsschnitten rekonstruierten Hausbefunde der Siedlung, die also den Phasen zugeteilt wurden. In Bezug auf diese chronologische Einordnung wurde die Anzahl der neun Hausbefunde (fünf Langhäuser, vier Hütten) auf die gesamte 1,35 ha messende Siedlungsfläche bezogen, um eine theoretische Gesamtzahl an Hausbefunden zu erlangen. Mit diesem Modell ergeben sich folgende Anzahlen:
- Oldenburg 1: 18 Häuser
- Oldenburg 2: 36 Häuser und 18 Hütten
- Oldenburg 3A: 27 Häuser und 18 Hütten
- Oldenburg 3B: 9 Häuser

Diesem Modell zufolge war Oldenburg-Dannau LA 77 in den Phasen 2 und 3A am dichtesten besiedelt. Mit Oldenburg 3B ist ein drastischer Rückgang verbunden, dem ein Besiedlungsende folgt. Die Intensivierung der Siedlungsaktivität mit der Phase 2 sowie die Abnahme mit der Phase 3 sind durch verschiedene Beobachtungen zu untermauern. Einerseits nehmen Anzahl der datierbaren Keramik- und Silexartefakte zunächst stark zu und dann wieder ab. Auch die Brunnen wurden in Phase 2 errichtet.
Jungneolithische bis bronzezeitliche Funde und Befunde bezeugen, dass weiterhin Aktivitäten, womöglich auch Siedlungsaktivitäten vor Ort stattfanden, die vom Modell nicht berücksichtigt werden. Hier ist z. B. Lagergruppe 1 zu nennen oder vereinzelte, die 14C-Daten des Jungneolithikums erzielten oder der Fund des Keulenkopfes (s. o.). Bronzezeitlich datiert eine Holzkonstruktion im südöstlichen Bereich der Fundstelle. Die Holzpfähle wurden auf 1516 calBC (Median) und 1114 calBC (Median) datiert, was auf nachträgliche Reparaturen und somit auf eine Nutzung über mindestens vier Jahrhunderte hinweist.

## Populationsgröße

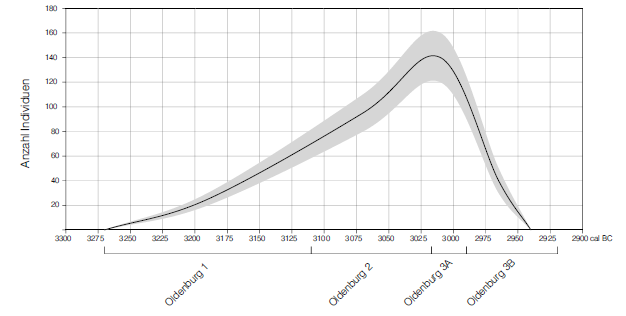
Entwicklung der Populationsgröße Oldenburgs LA 77

Wie viele Häuser letztlich gleichzeitig existierten, ist nicht bekannt. Im linearbandkeramischen Modell wird eine Hausgeneration auf 25 Jahre geschätzt (s. Hofplatzmodell). Übertragen auf Oldenburg bedeutet dies, dass in der Phase 1 zwei bis drei Häuser gleichzeitig existierten, in der Phase 2 elf Häuser und fünf bis sechs Hütten, in der Phase 3A 16 Häuser und zehn bis elf Hütten und in der Phase 3B vier bis fünf gleichzeitige Häuser. Diese Zahlen erscheinen in Anbetracht der dendrodatierten Befunde der alpinen Seeufersiedlungen realistisch.
Wie viele Menschen in der Siedlung lebten, ist kaum zu ermitteln. Als Annäherung wurde vorgeschlagen anzunehmen, dass jedes Haus mit acht bis zehn Individuen zu assoziieren ist. Somit wären in Phase 1 20–30 Individuen, in Phase 2 80–110 Individuen, in Phase 3A 120–160 Individuen und in Phase 3B 30–50 Individuen anzunehmen.

## Bedeutung Neolithikum Region
Oldenburg-Dannau LA 77 ist eingebunden in ein Siedlungssystem, das sich durch die Nutzung der ehemaligen Inseln bzw. Halbinseln und der Randbereiche des Oldenburger Grabens auszeichnet. Dies zeigen weitere durch Ausgrabungen oder Begehungen bekannte Siedlungen, zahlreiche Einzelfunde sowie viele Grabmonumente in der näheren Umgebung. Aufgrund ihrer Größe und des breiten Spektrums an nachgewiesenen Tätigkeiten (wie Silexgeräteherstellung mitsamt Verarbeitung von Rohstücken, Nahrungsmittelproduktion) besaß die Siedlung vermutlich eine hohe Bedeutung in der Region. Womöglich stellt sie eine Zentralsiedlung in einem System dar, das durch die Koexistenz von Haupt- und Nebensiedlungen (saisonale Siedlungen für ein spezifische Tätigkeiten) charakterisiert ist. Solch ein System ist für das trichterbecherzeitliche Dänemark belegt.

## Bedeutung für die Forschung
Die meisten bisher bekannten frühneolithischen Siedlungen sind Einzelgehöfte. Aus dem Mittelneolithikum sind größere Siedlungsagglomerationen zwar bekannt, doch bestanden sie oft nur kurzzeitig wie z. B. Büdelsdorf. Oldenburg-Dannau LA 77 hingegen ist eine der wenigen größeren Siedlungen aus dem Verbreitungsgebiet der Trichterbechernordgruppe, die über einen langen Zeitraum hinweg kontinuierlich genutzt wurden. Bestehende Annahmen und Modelle zur Besiedlung während des Mittelneolithikums in Norddeutschland und Südskandinavien sind somit zu überarbeiten.
Solch ein komplett erfasstes Siedlungssystem stellt eine Seltenheit für die Forschung in Norddeutschland dar. Als ein anderes umfassend erfasstes System liegt in der Region Büdelsdorf/Borgstedt vor. Die rekonstruierte Förde- und Lagunenlandschaft ist allerdings bislang ohne Parallele in Norddeutschland. Ähnliche Situationen sind aus Dänemark (Djursland) bekannt.
Die Bestattungsrituale während der mittelneolithischen Trichterbecherkultur sind sehr komplex. Dies hat der Fundplatz Oldenburg-Dannau LA 77 weiter verdeutlicht. Die sekundäre Manipulation von Verstorbenen wurde vermutlich in den Megalithgräbern praktiziert, doch lässt sich dies aufgrund der Knochenerhaltung kaum beweisen. Die Bestattungen auf dem Fundplatz (s. o.) belegen, dass Entnahmen von Knochen und ihre Deponierung an anderen Orten praktiziert wurde.
Der Schaft des Keulenkopfes (s. o.) ist besonders. Er ist am Griff verstärkt und verziert. Generell sind erhaltene Holzschäfte eine absolute Seltenheit. Wenige sind aus den alpinen Seeufersiedlungen bekannt. Verzierte Exemplare sind aus demselben zeitlichen Kontext bislang unbekannt. Lediglich ein beinahe zwei Jahrtausende älteres verziertes Exemplar ist aus der Schweiz bekannt. Somit ist der Fund für die Forschung sehr bedeutend, doch wirft er viele Fragen auf. Waren womöglich alle Streitäxte und Keulen mit verzierten Schäften versehen? Oder war die Keule aus Oldenburg auch seinerzeit ein besonderes Objekt?